# Котельная (приток Енанги)
Котельная — река в России, протекает в Кичменгско-Городецком районе Вологодской области. Устье реки находится в 16 км по левому берегу реки Енанга. Длина реки составляет 13 км.
Исток реки находится на Северных Увалах в болотах в 13 км к юго-западу от села Верхняя Ентала. Генеральное направление течения — север. На всём протяжении, за исключением устья, течёт по ненаселённому холмистому лесному массиву. Впадает в Енангу в деревне Большое Скретнее Раменье.

## Данные водного реестра
По данным государственного водного реестра России и геоинформационной системы водохозяйственного районирования территории РФ, подготовленной Федеральным агентством водных ресурсов:
- Бассейновый округ — Двинско-Печорский
- Речной бассейн — Северная Двина
- Речной подбассейн — Малая Северная Двина
- Водохозяйственный участок — Юг
- Код водного объекта — 03020100212103000011030